# 1419
Пізнє Середньовіччя •  Відродження •  Реконкіста •  Ганза •  Столітня війна

## Геополітична ситуація
Османську державу очолює Мехмед I (до 1421). Імператором Візантії є Мануїл II Палеолог (до 1425), а королем Німеччини Сигізмунд I Люксембург (до 1437). У Франції формально править Карл VI Божевільний (до 1422).
Апеннінський півострів розділений: північ належить Священній Римській імперії, середню частину займає Папська область, південь належить Неаполітанському королівству. Деякі міста півночі: Венеція, Флоренція, Генуя тощо, мають статус міст-республік.
Майже весь Піренейський півострів займають християнські Кастилія і Леон, де править Хуан II (до 1454), Арагонське королівство на чолі з Альфонсо V Великодушним (до 1458) та Португалія, де королює Жуан I Великий (до 1433). Під владою маврів залишилися тільки землі на самому півдні.
Генріх V є королем Англії (до 1422). У Кальмарській унії (Норвегії, Данії та Швеції) королює Ерік Померанський. В Угорщині править Сигізмунд I Люксембург (до 1437). Королем польсько-литовської держави є Владислав II Ягайло (до 1434). У Великому князівстві Литовському княжить Вітовт.
Частина руських земель перебуває під владою Золотої Орди. Галичина входить до складу Польщі. Волинь належить Великому князівству Литовському. Московське князівство очолює Василь I.
На заході євразійських степів править Золота Орда. У Єгипті панують мамлюки, а Мариніди — у Магрибі. У Китаї править династії Мін. Значними державами Індостану є Делійський султанат, Бахмані, Віджаянагара. В Японії триває період Муроматі.

## Події

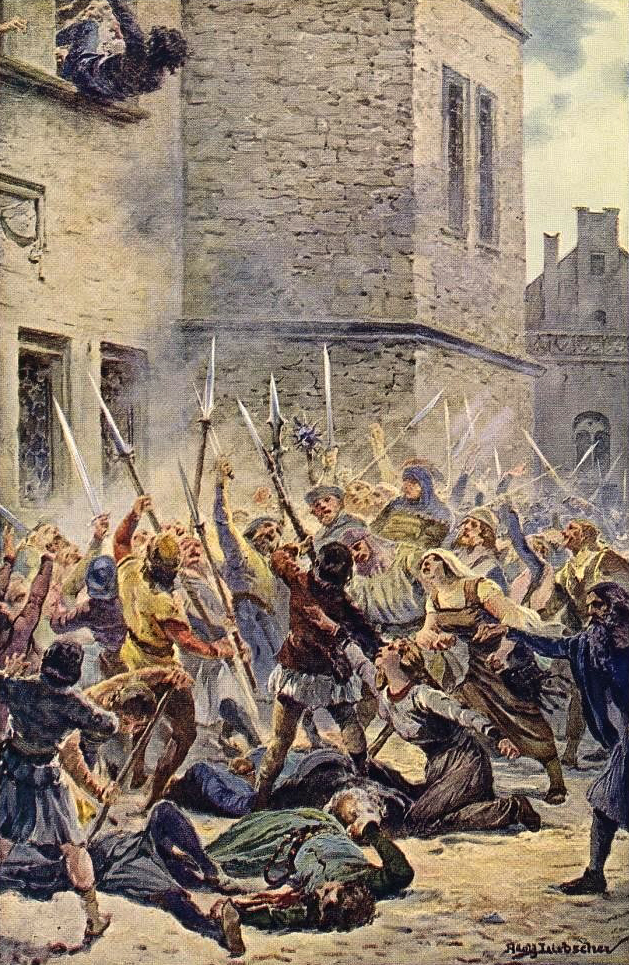
Перша празька дефенестрація. Адольф Лібшер.

- Григорій Цамблак покинув Київську метрополію, яка знову опинилася в підпорядкуванні митрополита Київського з осідком у Москві.
- 30 липня у Празі відбулася перша празька дефенестрація — убивство семи міських радників гуситами. Ця подія стала початком Гуситських воєн.
- Після смерті короля Богемії Вацлава IV регентом королівства стала його дружина Софія. Вона згодилася дозволити гуситам проповідувати Євангеліє на свій лад, однак брат Вацлава, імператор Священної Римської імперії Сигізмунд I Люксембург виступив проти будь-якого компромісу.
- Руан здався англійцям. Король Генріх V заволодів усією Нормандією.
- 10 вересня під час мирних переговорів з дофіном Карлом VII убито герцога Бургундії, очільника бургіньйонів, Жана Безстрашного.
- Папа римський Мартін V проголосив Людовика III Анжуйського королем Сицилії.
- Засновано Ростоцький університет.
- Корейці здійснили невдалу спробу захопити бази японських піратів на острові Цусіма.

## Померли
- 10 вересня — Жан Безстрашний, герцог Бургундії